# 板垣巴留
板垣 巴留（いたがき ぱる、女性、1993年9月9日 - ）は、日本の漫画家。東京都出身。左利き。父親は同じく漫画家の板垣恵介。

## 来歴
幼少期より動物を題材としたイラストや絵画を描くことを趣味としていたが、小学生のころより周囲の子供たちの設定上の矛盾を探して楽しむような態度に嫌気が差していたこともあり、イラスト内の動物たちの細かい設定を決めた上で描くようになる。恵介が仕事の都合で家に戻ることが少なかったため、普段は母親や二人の姉と過ごすことが多く、恵介とは仕事休みで帰宅した際に時折世間話や悩み相談をする程度の親子仲であったが、自宅にあった恵介の作品に関しては『ちゃお』などの少女漫画と並行して読み漁っていた。
その後、映画製作を目指して武蔵野美術大学造形学部映像学科（現：造形構想学部映像学科）に進学するも、映画製作の大変さを学生ながらに痛感し、筆記用具や紙類だけで映画に近いものを作ることができる漫画家を志すようになる。大学在学中より、これまで書きためていたイラストをモチーフとして描いた漫画作品を同人誌にまとめて学祭等で販売したときの楽しさが忘れられず、就職活動と並行してプロとして漫画を書くことに挑戦したいという気持ちが強まった。なお、このとき同人誌にまとめた作品には、既にレゴシとハルの原型となるキャラクターが登場しており、後の『BEASTARS』の母体ともいえる作品であった。
当初は、プロを目指すことについて相談を受けた恵介のアドバイスもあって、漫画執筆は大学を卒業し就職して落ち着いたころから本格的に取り組む予定だったが、就職活動に失敗してしまう。就職活動の不調とアルバイトでの失敗に悩む日々であったが、上述の同人誌に感銘を受けた恵介が、かつての担当編集者にも同人誌を見せたところ、同人誌を読んだ編集者より恵介を通じて面会を希望する連絡を受ける。その後、実際に秋田書店を訪問し、上記の同人誌を基にした作品のネームを見せたところ、真剣に読み込んだ上で打ち合わせに臨む編集者の姿勢に感銘を受けて、2・3回ほど社内で編集者との打ち合わせを行うようになる。3度目の訪問時に新たに持ち込んだネームが編集者から認められたことでようやく掲載が決まり、2016年、『週刊少年チャンピオン』（秋田書店）14号（2016年3月3日発売）にて、『BEAST COMPLEX（ビーストコンプレックス）』第1話「ライオンとコウモリ」が掲載され、ようやく漫画家としてデビューする。『BEAST COMPLEX』は4号連続の短期連載であった。同年、『週刊少年チャンピオン』41号（9月8日発売）より、初連載となる『BEASTARS』の連載を開始、同作で複数の受賞を果たす。
顔出しNGを明言しており、公の場に登場する際は『BEASTARS』の登場人物である雌鶏の「レゴム」のかぶり物を被る。第11回マンガ大賞の授賞式においてもこの姿で登壇した。
『週刊漫画ゴラク』（日本文芸社）2018年9月21日号（2018年9月7日発売）に読み切り短編「白ヒゲとボイン」を掲載する。板垣による「初の人間漫画」ということで、扉ページの煽り文句にも使われている。
恵介との親子関係については、「自身のデビューが親の七光りによるものだ」などと誹謗中傷されることを嫌った板垣当人の意向や、恵介との親子関係によって作品が炎上してしまうリスクを配慮した編集部の方針により長らく非公表とされていたが、『週刊少年チャンピオン』2019年42号（2019年9月19日発売）において「親娘誌上対面!!」と銘打った板垣恵介との対談が掲載されたことで、両者の親子関係が公表された。
『Kiss』（講談社）2019年11月号（2019年9月25日発売）より、自身の家族との思い出などを綴った自伝的内容のショートエッセイ『パルノグラフィティ』の月刊連載を開始し、『コミックDAYS』（2019年11月7日更新）でも毎週第1・2・3木曜日更新で同連載のおっかけ連載が始まった。
2023年9月24日、結婚したことをX（旧Twitter）にて報告した。
2024年5月30日、東京都府中市の「武蔵国 府中大使」に任命された（「武蔵国 府中大使」は10年前の2014年に父・恵介も任命されている）。また、府中市市制施行70周年を記念した事業の一環として板垣の代表作の一つである「BEASTARS」のレゴシが描かれた原動機付自転車のナンバープレートを製作。2024年8月24日から2025年3月31日まで限定300枚交付する。
『週刊少年チャンピオン』2025年7号（2025年1月16日発売）より、女子高校生とドッグマンを描いた『タイカの理性』の連載を開始。

## 人物
- 浜田省吾の大ファンで、「自分のことをJ.Boyだと思いながら生きているので『J.BOY』はもう人生のテーマソングといっても過言じゃない」[21]、「『J.BOY』は『BEASTARS』のレゴシのイメージソングです。 浜田省吾の歌詞は、いつも厄介な女性に恋してて、世の中にイライラしてて、 葛藤してて、声が太くて優しくて、とにかく私の中で理想の主人公を表しています。レゴシには、常に浜省の歌詞のような生き様でいてほしいと思って描いていました」等と述べている[22]。

## 受賞歴
BEASTARS
- 2017年 『このマンガがすごい!2018』（宝島社）オトコ編 第2位
- 2018年 第21回文化庁メディア芸術祭マンガ部門新人賞
- 2018年 第11回マンガ大賞大賞
- 2018年 第22回手塚治虫文化賞新生賞
- 2018年 第42回講談社漫画賞少年部門

## 作品リスト

### 漫画作品
- BEAST COMPLEX - 『BEASTARS』の原型となった作品[28]。
  - 短期集中連載（『週刊少年チャンピオン』2016年14号 - 17号）
    1. ライオンとコウモリ（『週刊少年チャンピオン』2016年14号[12]）
    2. トラとビーバー（『週刊少年チャンピオン』2016年15号）
    3. ラクダとオオカミ（『週刊少年チャンピオン』2016年16号）
    4. カンガルーとクロヒョウ（『週刊少年チャンピオン』2016年17号）

  - 読み切り
    1.  ワニとガゼル（『週刊少年チャンピオン』2017年39号[28]）
    2. キツネとカメレオン（『別冊少年チャンピオン』2017年11月号[29]）
    3. シマリスと（ユキウサギ）（『別冊少年チャンピオン』2019年4月号[30]）

  - 集中連載（『週刊少年チャンピオン』2021年6号 - 17号）
    1.  ブタとクジャク（『週刊少年チャンピオン』2021年6号[31]）
    2. シバイヌとシバイヌ（『週刊少年チャンピオン』2021年7号）
    3. カラスとカンガルー（『週刊少年チャンピオン』2021年8号）
    4. オオワシとスナネズミ（『週刊少年チャンピオン』2021年9号）
    5. エゾシカとユキヒョウ（『週刊少年チャンピオン』2021年10号）
    6. トラとアルパカ（『週刊少年チャンピオン』2021年11号）
    7. オオカミとウサギ（『週刊少年チャンピオン』2021年12号）
    8. ニシキヘビとハイエナ（『週刊少年チャンピオン』2021年13号）
    9. アザラシとオオカミ（『週刊少年チャンピオン』2021年14号）
    10. カメとヤギ（『週刊少年チャンピオン』2021年15号）
    11. ライオンとウサギ（『週刊少年チャンピオン』2021年16号）
    12. ウシとワニ（『週刊少年チャンピオン』2021年17号）

  - 読み切り
    1.  クロヒョウとラッコ（『別冊少年チャンピオン』2021年9月号付録[32]）
    2. シマウマとホワイトタイガー（『週刊少年チャンピオン』2023年1号）
    3. ヘビとネズミ（『別冊少年チャンピオン』2023年5月号付録[33]）
    4. オオカミとイヌ（『週刊少年チャンピオン』2023年41号[34]）
    5. イグアナとペンギン（『週刊少年チャンピオン』2024年33号[35]）
    6. ウサギとオオカミ（『週刊少年チャンピオン』2024年34号[36]）
- BEASTARS（『週刊少年チャンピオン』2016年41号 - 2020年45号）
- 白ヒゲとボイン（『週刊漫画ゴラク』2018年9/21号[16]）
風俗嬢とホテルに入った白ヒゲをたくわえた大柄な男性は、嬢には目もくれずに高カロリーな食事を食べつつ、パソコンのキーボードを叩いていた[16]。『ボタボタ』コミックス1巻に収録。
- マンガ麺（『月刊コミックゼノン』2019年6月号[37]）
アンソロジー『マンガ麺 漫画家と麺の幸せな関係』に採録[38]。
- パルノグラフィティ（『Kiss』2019年11月号[39] - 2020年8月号）
- ボタボタ（『週刊漫画ゴラク』2021年1月8日・15日号[40] - 2021年3月5日号） - 短期集中連載[40]。
- SANDA（『週刊少年チャンピオン』2021年34号[41] - 2024年32号[42]）
- 息継ぎしふたり（『月刊アフタヌーン』2024年2月号[43]）
- 荒比矢ナイト（『ビッグコミックスピリッツ』2024年44号[44]）
- ウシミツガオ（『チャンピオンクロス』2024年10月16日[45] - ）
- ミス★ユニバースユニバース（『チャンピオンクロス』2024年10月28日）
- タイカの理性（『週刊少年チャンピオン』2025年7号[20] - ）

### 書籍
- 『BEASTARS』、秋田書店〈少年チャンピオン・コミックス〉2017年 - 2021年、全22巻
- 『BEAST COMPLEX』、秋田書店〈少年チャンピオン・コミックス〉2018年 - 、既刊4巻（2021年5月7日現在）
  1. 2018年2月8日発売[46][47]、ISBN 978-4-253-22629-5
  2. 2021年4月8日発売[48][49]、ISBN 978-4-253-22663-9
  3. 2021年5月7日発売[50]、ISBN 978-4-253-22664-6
  4. 2024年12月6日発売[51]、ISBN 978-4-253-28117-1
- 『パルノグラフィティ』、講談社〈ワイドKC〉2020年、全1巻
- 『ボタボタ』日本文芸社〈ニチブンコミックス〉、2021年4月8日発売[48]、ISBN 978-4-537-14361-4
- 『SANDA』、秋田書店〈少年チャンピオン・コミックス〉2021年 - 2024年、全16巻
  1. 2021年12月8日発売[52][53]、ISBN 978-4-253-28101-0
  2. 2022年2月8日発売[54]、ISBN 978-4-253-28102-7
  3. 2022年5月6日発売[55]、ISBN 978-4-253-28103-4
  4. 2022年7月7日発売[56]、ISBN 978-4-253-28104-1
  5. 2022年9月8日発売[57]、ISBN 978-4-253-28105-8
  6. 2022年12月8日発売[58]、ISBN 978-4-253-28106-5
  7. 2023年2月8日発売[59]、ISBN 978-4-253-28107-2
  8. 2023年4月7日発売[60]、ISBN 978-4-253-28108-9
  9. 2023年7月6日発売[61]、ISBN 978-4-253-28109-6
  10. 2023年9月7日発売[62]、ISBN 978-4-253-28110-2
  11. 2023年11月8日発売[63]、ISBN 978-4-253-28111-9
  12. 2024年1月5日発売[64]、ISBN 978-4-253-28112-6
  13. 2024年4月8日発売[65]、ISBN 978-4-253-28113-3
  14. 2024年6月7日発売[66]、ISBN 978-4-253-28114-0
  15. 2024年8月7日発売[67]、ISBN 978-4-253-28115-7
  16. 2024年10月8日発売[68]、ISBN 978-4-253-28116-4
- 『ウシミツガオ』、秋田書店〈少年チャンピオン・コミックス〉2025年 - 、既刊1巻（2025年5月8日現在）
  1. 2025年5月8日発売[69][70]、ISBN 978-4-253-29881-0
- 『タイカの理性』、秋田書店〈少年チャンピオン・コミックス〉2025年 - 、既刊2巻（2025年8月7日現在）
  1. 2025年5月8日発売[69][71]、ISBN 978-4-253-28641-1
  2. 2025年8月7日発売[72]、ISBN 978-4-253-28642-8

### その他
- 自分の胸に自分の耳を押し当てて（YOASOBIの曲「怪物」の原作小説、2021年）シングル「怪物/優しい彗星」のライナーノーツに収録。
- 獅子座流星群のままに（YOASOBIの曲「優しい彗星」の原作小説、2021年）シングル「怪物/優しい彗星」のライナーノーツに収録。
- まるみちゃんとうさぎくん（児童書、著：大前粟生、2022年[73]）イラスト